# Петров, Николай Иванович (государственный деятель)
Никола́й Ива́нович Петро́в (20 октября (1 ноября) 1841 — 24 декабря 1905 (6 января 1906)) — русский государственный деятель, генерал-лейтенант (1891).

## Биография
Родился 20 октября (1 ноября) 1841 года в мелкопоместной дворянской семье Саратовской губернии. В 7-летнем возрасте был отдан на воспитание в Александровский кадетский корпус в Царском Селе, после чего обучался в Аракчеевском кадетском корпусе и Константиновском 2-м военном училище, которое окончил в 1859 году первым в своём выпуске.
В 1860 году в звании поручика определился в лейб-гвардии Екатеринославский полк, и в том же году поступил вольнослушателем в Московский университет для лучшей подготовки к поступлению в военную академию, в которой стал учиться с 1862 года. За время учёбы, 4 ноября 1864 года был произведён в чин капитана (капитан генерального штаба — с 29 ноября 1866 года). В 1864 году окончил академию по первому разряду и, причисленный к Генеральному штабу, был направлен в Московский военный округ. С 1 января 1867 года — столоначальник 2-го отделения Генерального штаба, с 6 ноября 1873 года — начальник отделения; с 16 апреля 1872 года — полковник. С 1 января 1880 по 1 августа 1882 года был начальником штаба Восточно-Сибирского военного округа; 30 августа 1882 года был произведён в генерал-майоры.
В сентябре 1883 года был назначен Астраханским губернатором и наказным атаманом Астраханского казачьего войска. В 1884—1893 гг. — начальник штаба Отдельного корпуса жандармов; с 30 августа 1891 года — генерал-лейтенант.
С 10 февраля 1893 года по 22 июля 1895 года — директор Департамента полиции. На этом посту проявил себя талантливым администратором, по свидетельству современников и подчинённых, умело сочетал строгость и справедливое отношение к своим сотрудникам. Именно в период его директорства постоянным осведомителем полиции стал Евно Азеф, до этого предлагавший свои услуги П. Н. Дурново.
С 1895 до начала 1903 года был начальником Главного управления почт и телеграфов; 1 января 1903 года назначен членом Государственного совета и работал в его Департаменте законов до своей кончины 24 декабря 1905 (6 января 1906) года.

## Награды
российские
- орден Св. Станислава 3-й ст. (1865)
- орден Св. Анны 3-й ст. (1869)
- орден Св. Владимира 4-й ст. (1871)
- орден Св. Анны 2-й ст. (1874)
- орден Св. Владимира 3-й ст. (1877)
- орден Св. Станислава 1-й ст. (1882)
- орден Св. Анны 1-й ст. (1885)
- орден Св. Владимира 2-й ст. (1887)
- орден Белого орла (1895)
- Орден Св. Александра Невского (1898)

иностранные
- орден Бухарской звезды (1893)
- австрийской орден Железной короны 1-й ст. (1897)
- персидский орден Льва и Солнца 1-й ст. (1897)
- датский орден Данеброг, большой крест (1898)
- прусский орден Красного орла 1-й ст. (1899)